# Sydney Warburg
 (août 2018).
Si vous disposez d'ouvrages ou d'articles de référence ou si vous connaissez des sites web de qualité traitant du thème abordé ici, merci de compléter l'article en donnant les références utiles à sa vérifiabilité et en les liant à la section « Notes et références ».
Pour les articles homonymes, voir Warburg (homonymie).
Sidney Warburg est le nom de plume de l'auteur supposé d'un essai, censé avoir été publié en néerlandais en 1933 sous le titre De Geldbronnen van het nationaal-socialisme : drie gesprekken met Hitler (littéralement en français Les Origines financières du national-socialisme : trois conversations avec Hitler) et évoquant trois conversations entre l'auteur et Adolf Hitler. Publié en allemand, anglais et français à partir de 1947, l'essai est un faux avéré, créé à des fins antisémites et complotistes. 

## Publication de l'essai
Cet essai est censé avoir été publié en néerlandais en 1933, mais aucune preuve n'a été découverte. Cet essai est, de fait, publié en allemand en 1947 chez un éditeur suisse, un prétendu épilogue ayant été ajouté daté d'octobre 1946. Paru précédemment en anglais sous le titre Financial Origins of National Socialism, il est republié en 1983 sous le titre Hitler's Secret Backers.  
Pour Jacques Attali, « Sydney Warburg », se faisant passer pour le fils de Felix Warburg, est un Warburg imaginaire, aucun membre n'ayant porté ce prénom de Sydney. L'ouvrage vaut à la famille de nombreux démentis et ce faux pamphlet paru à Amsterdam est attribué à un journaliste néerlandais à scandale.

### Théories du complot sur l'auteur et la véracité de l'essai
Les milieux d'extrême-droite et conspirationnistes se sont penchés sur le supposé mystère entourant l'œuvre et sa première édition, censée avoir eu lieu aux Pays-Bas en 1933, sous le titre De Geldbronnen van het nationaal-socialisme: drie gesprekken met Hitler. 
L'écrivain français d'extrême-droite Pierre de Villemarest a évoqué en 1984 la parution aux Pays-Bas de cet opuscule, dont l'édition aurait presque aussitôt disparu des librairies car acheté en masse dès sa sortie et traitant des ressources financières du nazisme en 1929, 1931 et 1933, apparemment rédigé par un infiltré qui pourrait être d'après lui Georg Bell, agent de liaison de Henri Deterding avec les SA, ou les frères Otto Strasser et Gregor Strasser, victimes de l'épuration au sein du NSDAP un an après la sortie de l’opuscule.
L'ancien vice-chancelier d'Adolf Hitler Franz von Papen évoque le livre dans ses mémoires en recommandant sa lecture. Pour l'écrivain collaborationniste Henry Coston, Otto Strasser seul en est l'auteur. Le conspirationniste canadien Henry Makow désigne James (Paul) Warburg, banquier américain et conseiller financier du président des États-Unis Franklin Roosevelt comme le véritable auteur. Selon le journaliste d'investigation Louis Kilzer, James Paul Warburg serait la personne désignée dans le livre servant d'intermédiaire, qu'il en soit l'auteur ou pas.
Le complotiste britannique Antony Sutton a recherché les rares exemplaires échappés au mystérieux rachat de l’opuscule dès sa parution. Selon lui, le British Museum lui a refusé l’accès de son exemplaire, mais il aurait retrouvé un des originaux en Suisse, sur la base duquel deux auteurs (René Sonderegger et Werner Zimmernan) se seraient basés pour la réédition en 1947. Sutton décrit le livre d'avant-guerre et un autre d'après guerre avec des commentaires ajoutés à connotations antisémites. Dans sa deuxième version, avec les ajouts de fins, le livre désigne désormais parmi les financiers ayant financé ou contribué à financer le nazisme, des banquiers juifs, dont la famille Warburg. L'éditeur de la version anglophone Hitler's Secret Backers présente au contraire le livre comme un avertissement d'un membre de la famille Warburg voulant prévenir d'un déclenchement futur d'une guerre, les auteurs de ce complot étant tous non juifs. Après la parution de l'édition suisse, l’ouvrage fit l’objet d’un démenti indigné en juin 1949, sous forme de déclaration signée (un affidavit) par James Paul Warburg, puisque la banque Warburg est mise en cause dans l'ouvrage.
Pour l'occultiste et essayiste allemand E. R. Carmin, le livre est un témoignage factuel de même que pour le complotiste américain Des Griffin. Le conspirationniste français Ben Peri évoque le thème dans un pamphlet.

## Résumé de l'essai
« Sidney Warburg » est d'abord présenté par le prétendu traducteur de 1933 comme étant le fils d'un grand banquier américain de la Kuhn, Loeb & Co. Il décrit une réunion de juillet 1929 avec un certain « Carter » (supposé être John R. Carter (en)), le président de J.P. Morgan's Guarantee Trust, les dirigeants de la Réserve fédérale, « le jeune Rockefeller » (John Davison Rockefeller Junior) et « Glean de la Royal Dutch » (Henri Deterding). Il est décidé que Warburg, qui parlait allemand, doit voyager en Allemagne et demander à Hitler de combien d'argent il a besoin pour devenir chef d'État. La seule condition est qu'Hitler devait adopter une « politique étrangère agressive ». L'intention des commanditaires de Warburg n'est pas de causer une guerre entre la France et l'Allemagne, mais bien de causer une menace de guerre envers la France afin qu'elle coopère le plus possible afin de soutenir les affaires financières des États-Unis et de la Grande-Bretagne : au total 32 millions de dollars sont transférés dans les caisses du NSDAP.
« Sydney Warburg » détaille ensuite trois réunions avec Hitler entre 1929 et 1933.

### 1929
La première réunion a lieu dans une brasserie et Hitler calcule ses besoins sur une feuille de papier avec l'aide d'un certain Von Heydt. Il reçoit près de 10 millions de dollars en 1929. Hitler n'est pas prévenu des motivations de ses partenaires, et ne les demande pas. Il demande une fois à haute voix si « Warburg » est lui-même juif, mais rejette l'idée avant qu'il ne puisse répondre.

### 1931
En octobre 1931, Warburg reçoit une missive d'Hitler lui annonçant que l'intégralité des 10 millions ont été dépensés et qu'il a besoin d'un nouveau financement. De retour en Allemagne, Warburg rencontre à nouveau Hitler à son domicile où celui-ci lui demande « 500 millions de marks pour faire une révolution ou 200 millions de marks pour faire une prise de pouvoir légale ». Warburg, après avoir télégraphié à ses commanditaires le message, reçoit un refus qu'il transmet. Il a alors la visite de Hermann Göring et Julius Streicher et se fait prendre à partie par Göring qui lui reproche son avarice. Après avoir reporté à Hitler le déroulement de cette entrevue, se plaignant du comportement de Göring, il reçoit une lettre d'excuse de ce dernier, puis la visite de Von Heydt et Gregor Strasser. Il finit par leur transmettre la réponse définitive de ses commanditaires : 15 millions de dollars au maximum. Le montant est divisé en trois virements : l'un chez Mendelsohn & Co., à Amsterdam, où il voyage avec Von Heydt ; le deuxième chez la Rotterdamsche Bankvereniging, à Rotterdam, où il se rend avec Gregor Strasser ; le troisième à la Banca Italiana à Rome, où il part avec Göring. À Rome, Italo Balbo et Cesare Rossi les reçoivent tous deux.

### 1933
Warburg se trouve à Berlin le jour de l'Incendie du Reichstag. Le soir même, il rencontre Göring et Goebbels, puis Hitler. Celui-ci lui demande à nouveau s'il est juif, mais répond lui-même encore en disant qu'il porte un nom allemand. Finalement, les commanditaires de Warburg promettent à Hitler 7 millions de dollars, dont deux payables directement à Warburg via la Rhenania Joint Stock Co., la branche allemande de la Royal Dutch à Dusseldorf. Le livre s'achève sur des considérations de Warburg ne prédisant rien de bon sur les conséquences de ces virements d'argent au NSDAP et sur l'accession d'Hitler au pouvoir.

### Épilogue du livre
Le live se conclut par un épilogue non signé, daté « octobre 1946 », qui n'est pas de Sydney Warburg. Selon cet épilogue, 10 millions de dollars en 1929 furent virés au NSDAP depuis la banque Kuhn, Loeb & Co, alors que le narrateur ne la citait pas nommément dans les commanditaires. L'épilogue évoque également Joseph Goebbels, qui, dans son livre-journal Von Kaiserhof zur Reichskanzlei, notait au 20 février 1933 : « Nous sommes en train de lever des fonds importants qui résoudront tous nos problèmes financiers d'un coup ».